# اللجنة البارالمبية اللبنانية
اللجنة البارالمبية اللبنانية :-
الجمعيات الرياضية لذوي الإحتياجات الخاصة إتحاد واحد هو "اللجنة البارلمبية اللبنانية" تطبق عليه جميع الأحكام المتعلقة بالإتحادات الرياضية.
على الجمعية الرياضية لذوي الإحتياجات الخاصة إجراء إختبار سنوي للكفاءة الصحية لدى أحد الأطباء الأخصائيين للاعبين المشتركين في المباريات.
مشاركات اللجنة البارالمبية :-
شاركت لبنان في دورة الألعاب البارالمبية لأول مرة في عام 2000 في سيدني، وتلتها مشاركته في بارالمبياد بكين عام 2008، والألعاب البارالمبية الصيفية لعام 2012 في لندن، ثم في ألعاب طوكيو البارالمبية عام 2020 فيما غاب عن أولمبياد أثينا 2004 وألعاب 2016 في ريو.
ذكرت أن أكبر نجاح حققه لبنان في الدورات كان في بارالمبياد بكين عام 2008 مع إدوارد معلوف الذي فاز ببرونزيتين في سباقات الدراجات، وهو إنجاز مهم بالنظر إلى سنوات طويلة من عدم الاستقرار الاقتصادي والاضطرابات السياسية في لبنان.